# Francesca Fava
Francesca Fava (Ferrara, 27 gennaio 1974) è un'attrice italiana formatrice e docente di teatro.

## Biografia
Nel biennio 1995-1997, ha studiato e si è diplomata presso la Scuola di Teatro del Teatro Stabile di Torino diretta da Luca Ronconi, nei cui spettacoli ha poi recitato più volte negli anni successivi. Durante il periodo dell'Accademia partecipa al Premio Hystrio e riceve una segnalazione per l'interpretazione (1995).
Dopo una Laurea in Scienze dell’Educazione (2001) presso l'Università degli studi di Bologna, ha continuato la sua formazione all'estero presso la Boston University e l'Università della California - Berkeley. Da allora affianca l'attività di recitazione a quella di docenza, anche nel campo dell'educazione teatrale. Insegna pedagogia generale, sociale e speciale presso la facoltà di Medicina e psicologia della Sapienza Università di Roma.
Dal 2011, dirige il Laboratorio teatrale dell'Università Campus Bio-Medico di Roma. Dal 2012 al 2014 è docente di teatro nella summer school della Libera Università di Bolzano. Nel 2013 ottiene un PhD in Studi di genere con una tesi sulle attrici suffragiste presso l'Università degli Studi di Napoli Federico II. Dal 2014 per Ormete (Oralità-Memoria-Teatro) cura la ricerca  Donne di teatro a Roma ai tempi della mobilitazione femminista (1965-1985)  raccogliendo interviste e testimonianze di attrici che hanno agito a Roma negli anni Sessanta e Settanta. In seguito diviene docente a contratto in corsi di pedagogia teatrale per la Libera Università di Bolzano, Unisob, Lumsa, e Sapienza Università di Roma 
Nell'ambito dei suoi interessi tra teatro e scienza, nel 2009 ha portato in scena Il desiderio di conoscere di Jane Cox, dedicato alla figura della scienziata statunitense Barbara McClintock, Premio Nobel per la medicina nel 1983. Per quell'interpretazione al Teatro Vascello di Roma, con la regia di Graziano Piazza, Fava è stata definita dal critico Franco Cordelli attrice “di straordinario talento”.
Nel 2013 e 2014 ha presentato il programma di Rai Educational “Prove tecniche di cinema”, dedicato alle Web series, ai video, ai cortometraggi e a "quant'altro di breve nel web dimostri una consonanza col cinema e di meritare una visibilità maggiore". Nel 2015 è stata tra i conduttori della trasmissione televisiva di Rai Cultura SorprendenteMente. Dalla fine dello stesso anno, ha portato in scena Vecchi tempi di Harold Pinter (con Fabrizio Croci e Anna Paola Vellaccio), per la regia di Pippo Di Marca: lo spettacolo ha ottenuto una recensione molto elogiativa di Franco Cordelli sul Corriere della Sera.
E' direttrice artistica della rassegna teatrale 'E-state a Ferrara-Strani giorni' http://www.ferraraterraeacqua.it/it/ferrara/eventi/manifestazioni-e-iniziative/teatro/strani-giorni-estate-a-teatro-2018.
Nel 2018 scrive il testo Il teatro come metodo educativo, una guida nata dalle esperienze di formazione con gli educatori e i professionisti socio-sanitari sull'utilizzo didattico del teatro.

## Filmografia parziale

### Cinema
- La via degli angeli, regia di Pupi Avati (1999)
- La verità vi prego sull'amore, regia di Francesco Apolloni (2001)
- Quore, regia di Federica Pontremoli (2002)
- La rivincita di Natale, regia di Pupi Avati (2004)
- Notizie degli scavi, regia di Emidio Greco (2011)
- Tre storie in bottiglia, regia di Giuseppe Gandini (2023)

### Televisione (parziale)
- Don Matteo (terza stagione, ep. 16: Il volo), regia di Andrea Barzini (2002)
- La squadra  (2004) RAI TRE
- Nebbie e delitti (seconda stagione, ep. 4: Casa di bambola), regia di Riccardo Donna (2007)

## Teatro (parziale)
- Ruy Blas di Victor Hugo, regia di Luca Ronconi (1997)
- I fratelli Karamazov di Fëdor Dostoevskij, regia di Luca Ronconi (1998)
- Amor nello specchio di Giovan Battista Andreini, regia di Luca Ronconi (2002)[10]
- Marx a Roma (con Graziano Piazza) di Howard Zinn, regia di Giancarlo Nanni (2008-9)[11]
- Il desiderio di conoscere di Jane Cox, regia di Graziano Piazza[6].
- Vecchi tempi di Harold Pinter (con Fabrizio Croci e Anna Paola Vellaccio), regia di Pippo Di Marca (2015-16)
- Variazioni Ernaux (con Anna Paola Vellaccio e Arianna Ninchi) (2023-2024) work in progres

## Opere
- Fava F., Giacobbe Morelli M., Il bambino attore, il bambino spettatore in“La parola alle scuole:14 progetti di ricerca-azione” a cura di L. Boeti S. Senni, Roma, FrancoAngeli Editore, 2002. 
Fava F., Medea a teatro: il mito e la contingenza storica, in Laboratorio di ricerca interdisciplinare a cura di Claudia Montepaone, La camera blu, III, 5-6, Gennaio-Dicembre 2009, pp. 179-183.  
Fava F., Votes for Women! e Pageant of Great Woman, due pièces di attrici inglesi del repertorio di propaganda suffragista in F.(a cura di) Francesca Marone, Che genere di cittadinanza? Percorsi di educazione ed emancipazione femminile tra passato, presente e futuro, Napoli, Editore Liguori,2012.  
Fava F., (2015) Il laboratorio teatrale e la formazione degli operatori sanitari in Quaderno La simulazione un’innovativa metodologia didattica nella formazione degli operatori sanitari, MEDIC 2015; 23(2):100-106
- F. Fava, Donne di teatro a Roma ai tempi della mobilitazione femminista (1965-1985), in Orecchia, Donatella;Cavaglieri, Livia (a cura di): (2018) Fonti orali e teatro. Memoria, storia, performance. Bologna: Dipartimento delle Arti e ALMADL - Area Biblioteche e Servizi allo Studio, p. 253. ISBN 9788898010790. In: Arti della performance: orizzonti e culture (8). A cura di: Casari, Matteo ; Guccini, Gerardo. ISSN 2421-0722  
Fava F., Failla G. (2021) Il Laboratorio Teatrale dell'Università Campus Bio-Medico di Roma: dieci anni tra scienza, medicina e teatro, in Welfare e Ergonomia, n. 2/ 2021, Franco Angeli Editore
- Il teatro come metodo educativo. Una guida per educatori e professionisti sociosanitari, Carocci, Roma 2018, ISBN 978-88-7466-801-4